# Kozlovets
Kozlovets (en búlgaro: Козловец) es un pueblo en el norte de Bulgaria. Se encuentra ubicado en el municipio de Svishtov, provincia de Veliko Tarnovo.

## Geografía
Kozlovets situado en Danubio Llanura.Se encuentra entre las colinas Saova bara y del río Karvava reka.

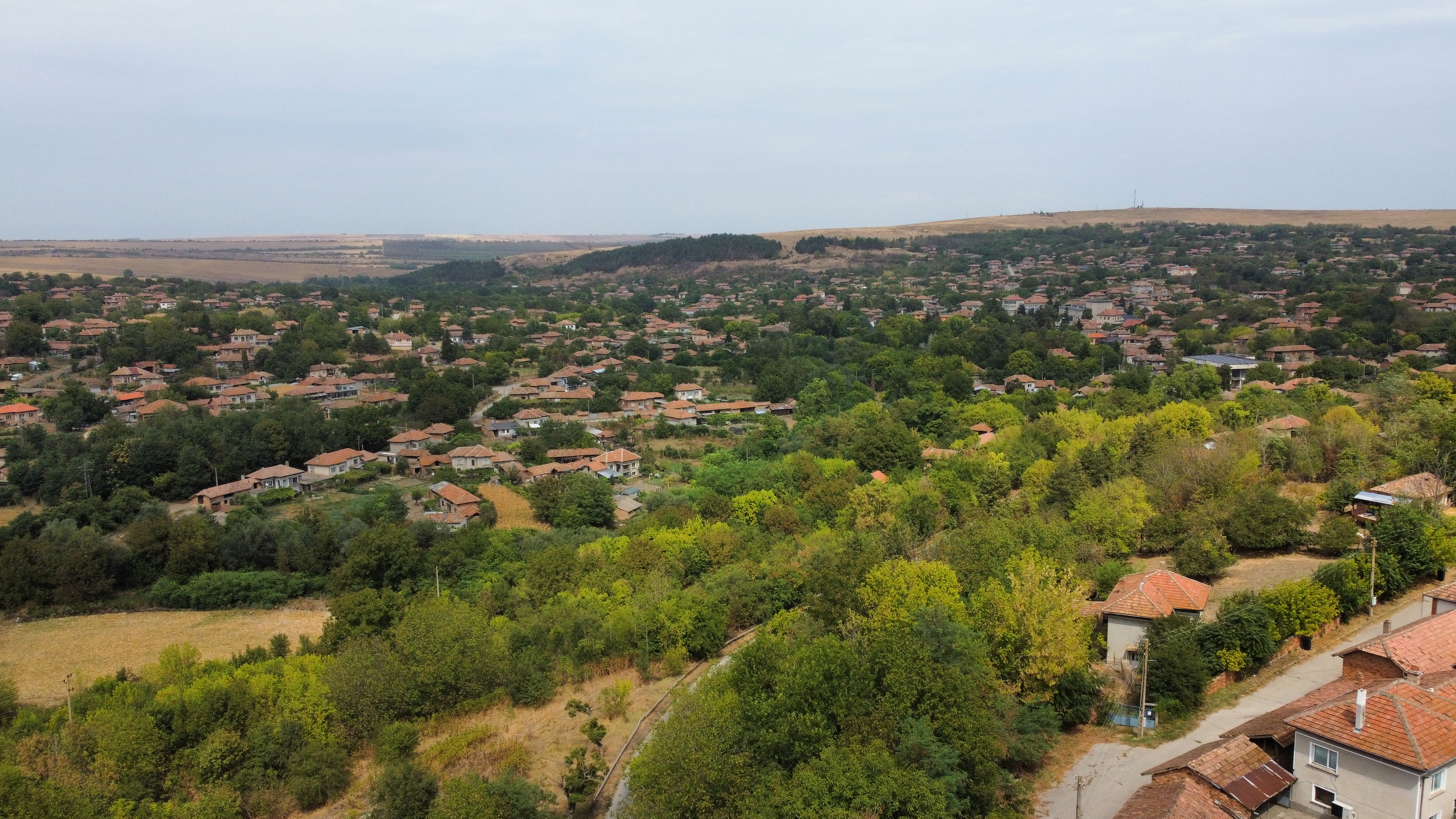
Kozlovets

## Historia
El pueblo de Kozlovets era originalmente un pueblo búlgaro-turco. Se menciona en documentos turcos desde 1632. llamado Isliva (probablemente de Slivovo).

## Población
| Año       | 1893 | 1923 | 1934 | 1946 | 1956 | 1965 | 1975 | 1985 | 1998 | 2003 | 2007 | 2010 |
| --------- | ---- | ---- | ---- | ---- | ---- | ---- | ---- | ---- | ---- | ---- | ---- | ---- |
| Población | 2016 | 2679 | 3863 | 4337 | 3969 | 3528 | 3065 | 2492 | 1695 | 1722 | 1560 | 1443 |

## Educación
- La escuela primaria "Hristo Botev"
- La escuela primaria "Otets Paisii"

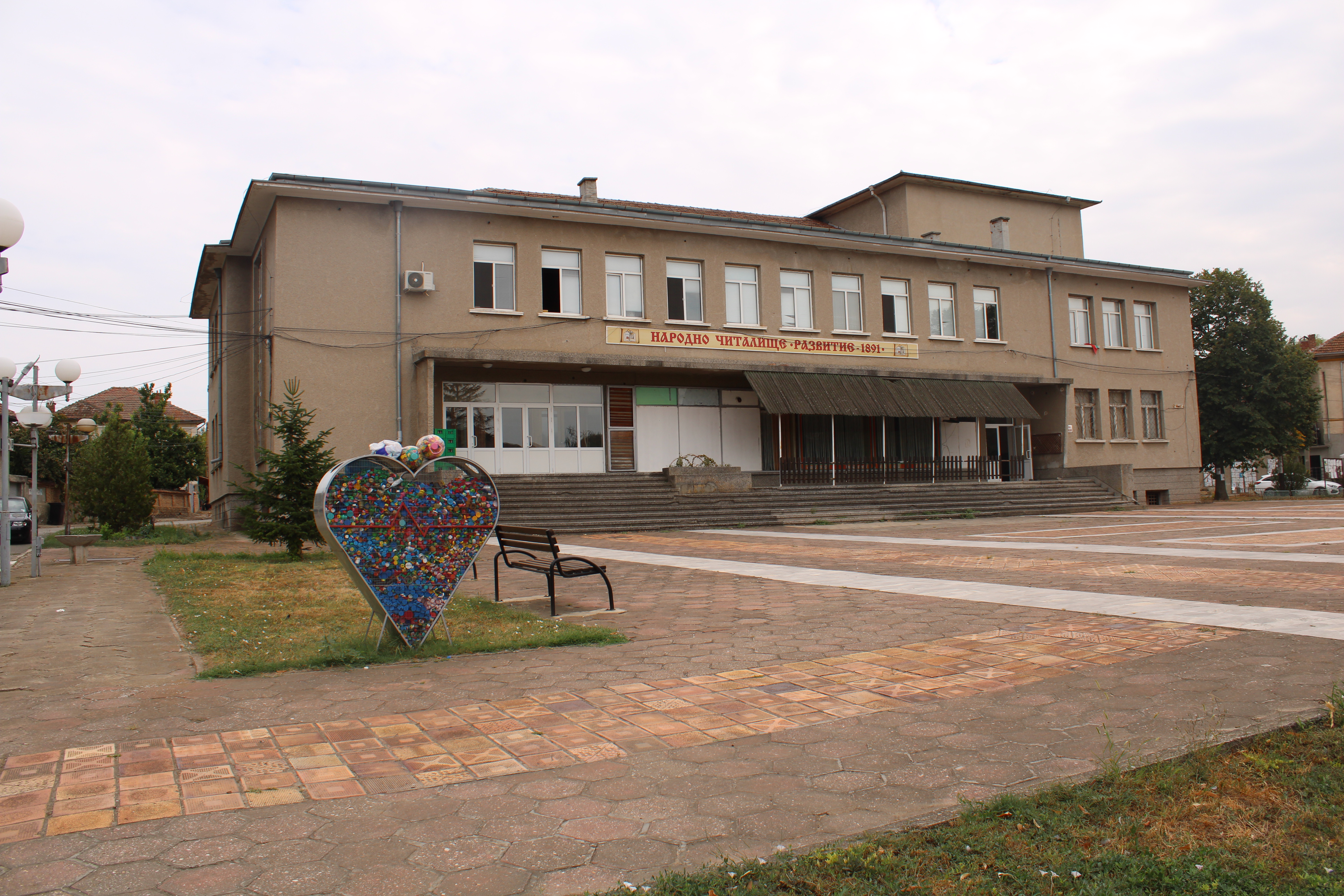
Centro Comunitario "Razvitie 1891"
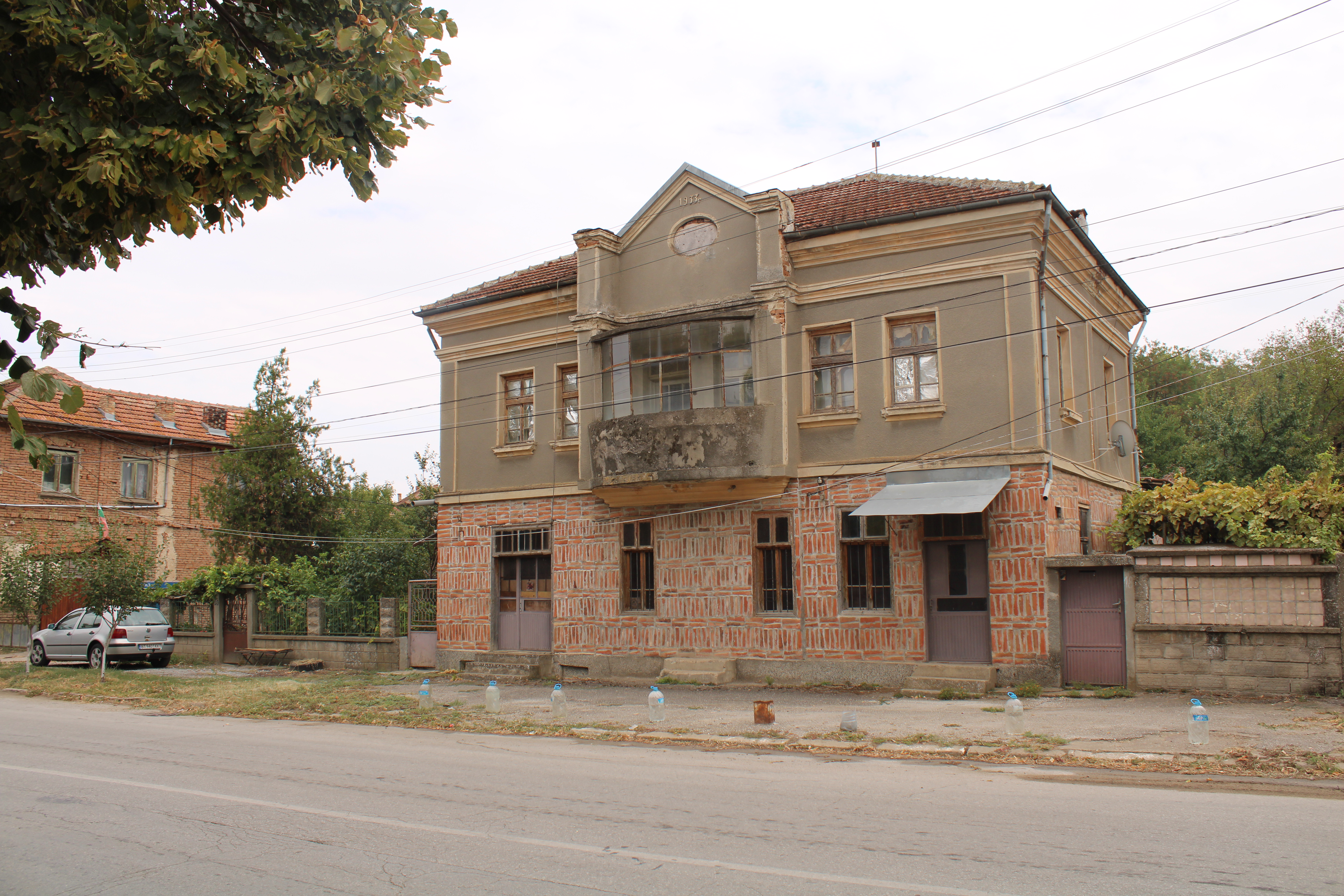

- Centro Comunitario "Razvitie 1891"

## Lugares en Kozlovets
Ehovobardo, Eliyata, Slivovsko, Lozenkatrapa. 